# Komarivka, Bârzula
Komarivka (în ucraineană Комарівка) este un sat în comuna Liubașivka din raionul Bârzula, regiunea Odesa, Ucraina.

## Demografie
Componența lingvistică a localității Komarivka
     Ucraineană (94,4%)
     Română (3,02%)
     Rusă (2,59%)
Conform recensământului din 2001, majoritatea populației localității Komarivka era vorbitoare de ucraineană (94,4%), existând în minoritate și vorbitori de română (3,02%) și rusă (2,59%).